# Kaliputu
Kaliputu is een bestuurslaag in het regentschap Kudus van de provincie Midden-Java, Indonesië. Kaliputu telt 3105 inwoners (volkstelling 2010).